# Cygnus X-1

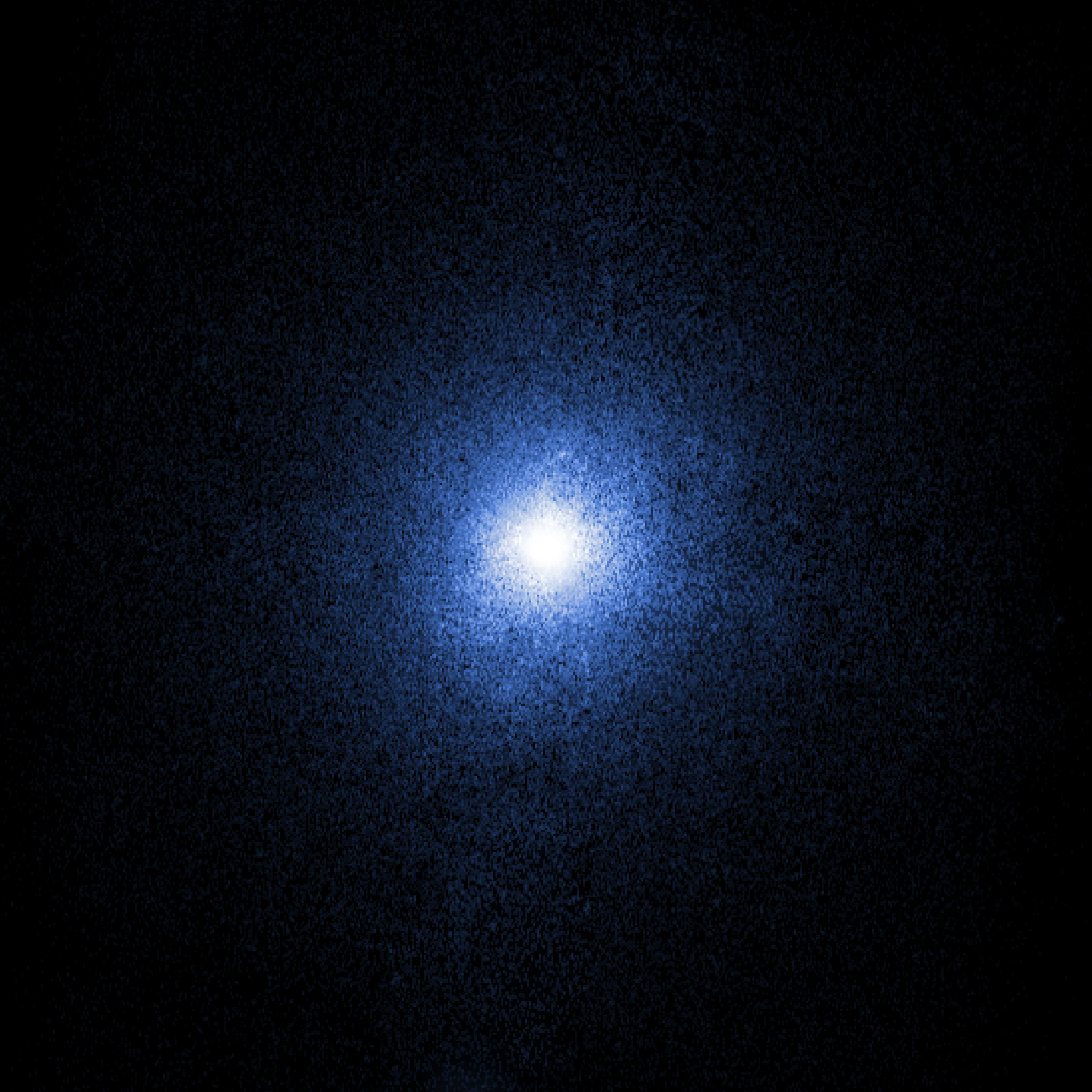
Imagine Chandra a Cygnus X-1

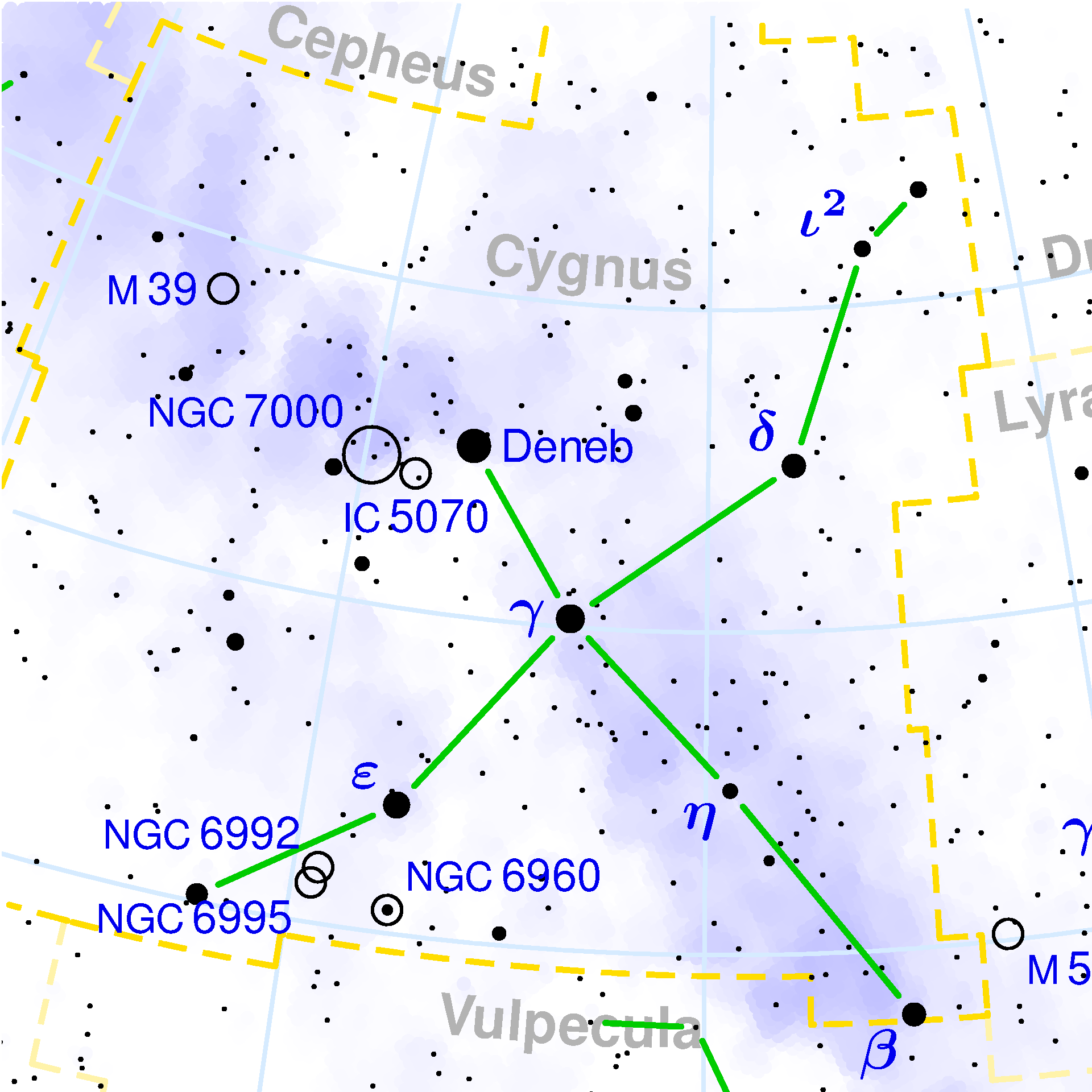

Cygnus X-1 (abreviat Cyg X-1) este o sursă galactică bine-cunoscută de raze X, aflată în constelația Lebăda. Aceasta a fost descoperită în 1964 în timpul unui zbor suborbital și este una dintre cele mai puternice surse de raze X observată de pe Pământ, producând un vârf de raze X cu densitatea de flux de 2,3 × 10−23 Wm−2Hz−1 (2,3 × 103 Jansky). Cygnus X-1 a fost prima sursă de raze X care a fost considerată pe scară largă ca un candidat pentru o gaură neagră și rămâne printre cele mai studiate obiecte astronomice din clasa sa. Se estimează în prezent că are o masă de 14,8 ori masa Soarelui și s-a dovedit că este prea compact pentru a se încadra în categoria stelelor normale sau a altor obiecte susceptibile de până la o gaura neagra. Dacă este așa, raza orizontului său de evenimente este, probabil, de cca. 26 km.